# Manton-Stausee
Der Manton-Stausee ist ein Stausee im Nordwesten des australischen Territoriums Northern Territory ca. 55 km südöstlich der Hauptstadt Darwin. Der 4,4 km² große See ist durch einen ca. 5 km langen Kanal mit dem Manton River verbunden.